# ورزشگاه امارات
ورزشگاه امارات (در انگلیسی: Emirates Stadium) نام ورزشگاه اختصاصی جدید باشگاه آرسنال است که به صورت رسمی در ۲۳ ژوئیه سال ۲۰۰۶میلادی افتتاح شد. اولین مسابقه هم یک بازی خداحافظی برای اسطوره باشگاه آرسنال، دنیس برکمپ بود و آرسنال مقابل آژاکس قرار گرفت.
در سال ۲۰۰۶ میلادی، هواپیمایی امارات با پرداخت ۳۹۰ میلیون پوند به باشگاه آرسنال، وارد قراردادی شد که به موجب آن نام ورزشگاه جدید آرسنال به مدت یازده سال (از سال ۲۰۰۶) به نام «امارات» نامگذاری شود. این مبلغ همچنین شامل حک شدن آرم شرکت هواپیمایی امارات به مدت ۷ سال بر روی پیراهن تیم آرسنال نیز بود.
ورزشگاه قدیمی تیم فوتبال آرسنال، ورزشگاه هایبری نام داشت.

## بودجه پروژه
برای ساخت ورزشگاه ۳۹۰ میلیون پوند هزینه گردید که باشگاه آرسنال میزانی از آن را با وام ۳۶۰ میلیون پوندی تأمین کرد. اما برای تهیه باقی هزینه‌ها مدیریت هوشمند به کمک آرسنال آمد. آن‌ها در بخشی از مازاد زمین‌های ۴۰ هزار متر مربعی که برای انتقال کارخانه خریداری کرده بودند ساخت و ساز انجام دادند و با فروش آن‌ها تأمین بخش دیگری از بودجه را کردند همچنین محوطه به جای مانده از تخریب هایبری هم با ساخت ۲۰۰۰ دستگاه آپارتمان درآمدزایی خواهد کرد به دنبال راه‌های کسب بودجه قراردادهایی با اسپانسرهایی نظیر هواپیمایی امارات و نایک نیز به امضا رسید.